# Dasyphyllum maria-lianae
Dasyphyllum maria-lianae là một loài thực vật có hoa trong họ Cúc. Loài này được Zardini & Soria mô tả khoa học đầu tiên năm 1994.